# Krazy Wordz
Krazy Wordz ist ein Buchstaben- und Legespiel der deutschen Spieleautoren Thomas Odenhoven, Dirk Baumann und Matthias Schmitt, das 2016 bei Fishtank erschien, einer Marke des Verlags Ravensburger. Im selben Jahr wurde das Spiel in die Empfehlungsliste der Jury zum Spiel des Jahres aufgenommen.

## Spielweise

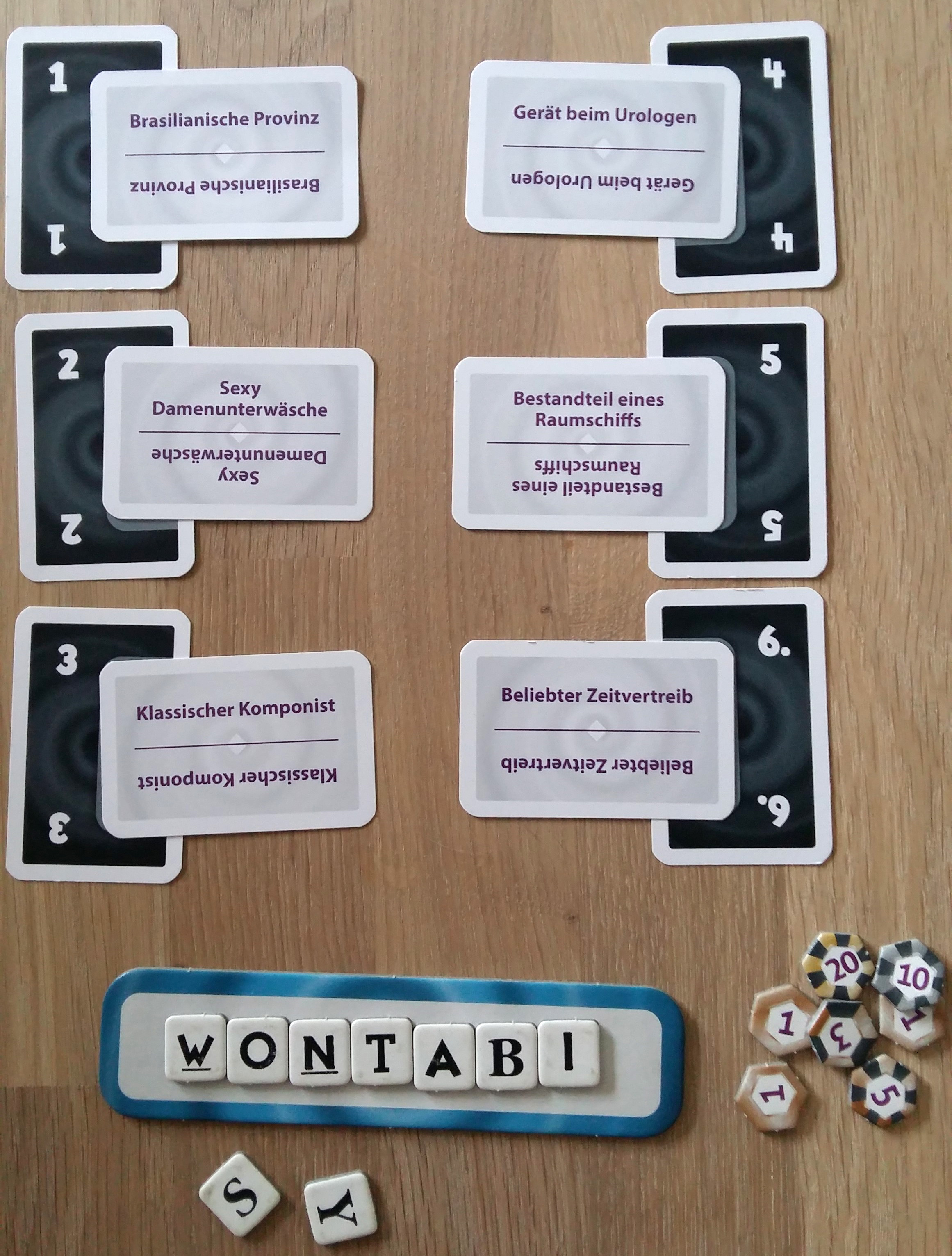
Spielmaterial von Krazy Wordz: Spielertableau mit gebildetem Wort und übriggebliebenen Buchstabenplättchen unten, daneben Siegpunkte-Chips und darüber sechs Aufgabenkarten inkl. der eigenen

Bei Krazy Wordz müssen Spieler aus neun blind gezogenen Buchstaben ein Wort bilden, das möglichst gut zu ihrer Aufgabenkarte passt. Anschließend versuchen sie zu erraten, zu welchen Aufgabenkarten die Begriffe ihrer Mitspieler gehören. Das Spielmaterial besteht neben der Spielanleitung aus:
- 7 Spielertableaus als Ablage
- 98 Tippkarten, je 14 pro Spielerfarbe
- 164 Aufgabenkarten
- 64 Buchstabenplättchen (22 Vokale, 42 Konsonanten)
- 48 Siegpunkte-Chips (1er, 3er, 5er, 10er und 20er)
- 8 Zahlenkarten

### Spielvorbereitung
Jeder Spieler wählt eine Farbe aus und erhält das entsprechende Tableau sowie die Tippkarten. Das Tableau legt jeder Spieler vor sich hin, die Tippkarten nimmt er auf die Hand. Die Siegpunkte-Chips werden griffbereit auf dem Tisch platziert, ebenso die Buchstabenplättchen, die jedoch alle verdeckt werden müssen. In der Tischmitte werden die Zahlenkarten ausgelegt: bei 3 bis 5 Spielern werden die Zahlenkarten 1–6, bei 6 Spielern die Zahlenkarten 1–7 und bei 7 Spielern die Zahlenkarten 1–8 ausgelegt. Je nach Anzahl der ausgelegten Zahlenkarten benötigt jeder Spieler die entsprechenden Tippkarten im Wert von 1–6, 1–7 oder 1–8. Die übrigen Tippkarten werden nicht benötigt. Die Aufgabenkarten werden gemischt und als verdeckter Stapel bereitgestellt.

### Spielrunde
Zu Beginn jeder Runde verteilt der rundenweise wechselnde Startspieler je eine Aufgabenkarte vom Stapel an seine Mitspieler. Diese nehmen sich außerdem neun der verdeckt ausliegenden Buchstabenplättchen. Letztere sind auf der Rückseite farblich nach Vokalen und Konsonanten abgegrenzt: man darf sechs Konsonanten-Plättchen und drei Vokal-Plättchen ziehen. Im Gegensatz zur Aufgabenkarte dürfen die Buchstabenplättchen für die Mitspieler offen ausgelegt werden. Jeder Spieler versucht nun aus den gezogenen Buchstabenplättchen ein zur Aufgabenkarte passendes Wort zu bilden.
Bei der Wortkreation gibt es einige Einschränkungen, die zu beachten sind. Das Wort darf zunächst nicht tatsächlich existieren: „Eimer“ wäre demnach nicht erlaubt, wohl aber „Eima“. Auch sind Nachbildungen, Abkürzungen oder Übersetzungen der Aufgabe nicht erlaubt. Es können beliebig viele Wörter aus den neun Buchstabenplättchen gebildet werden. Das fertige Wort wird auf dem Tableau platziert, welches sodann um 180° gedreht wird, damit die Mitspieler es sehen können. Die gebildeten Wörter dürfen dabei nicht laut vorgelesen werden.
Die Aufgabenkarte wird verdeckt dem Startspieler der Runde gegeben. Dieser mischt, ohne sich die Karten anzuschauen, seine eigene Aufgabenkarte, die seiner Mitspieler sowie weitere Aufgabenkarten vom Stapel (bis er so viele Aufgabenkarten hat, wie Zahlenkarten in der Tischmitte liegen) und legt diese anschließend offen nacheinander auf die Zahlenkarten ab. Nun ist für jeden Spieler sichtbar, welche Aufgaben im Spiel sind, und jeder Spieler legt daraufhin die Karte seiner Tippkarten vor sich ab, die dem Zahlwert der Zahlenkarte entspricht, auf der seine eigene Aufgabenkarte nun liegt. Nun versuchen alle Spieler gleichzeitig, die von ihren Mitspielern ausgelegten Worte den Aufgabenkarten in der Tischmitte zuzuordnen. Dafür legen sie jeweils eine ihrer Tippkarten vor das Tableau des jeweiligen Mitspielers. Wurden alle Tipps abgegeben, beginnt der Startspieler damit, sein Wort erstmals laut vorzulesen und seine Tippkarte zum Wort umzudrehen, damit jeder sieht, welcher Aufgabenkarte in der Tischmitte sie entspricht. Anschließend werden alle Tippkarten der Mitspieler umgedreht. Für jeden richtigen Tipp erhält der Spieler einen Punkt, maximal also 3 Punkte pro Runde. Außerdem bekommen alle einen Punkt, die das Wort richtig zugeordnet haben. Im Uhrzeigersinn löst nun jeder Spieler analog seinen Begriff auf.
Das Spiel endet nach sechs Spielrunden, der Spieler mit den meisten Punkten hat gewonnen.

## Ausgaben und Rezeption
Das Spiel wurde von den deutschen Spieleautoren Thomas Odenhoven, Dirk Baumann und Matthias Schmitt entwickelt und im März 2016 bei Fishtank (Ravensburger) in zwei deutschen Versionen aufgelegt. In der „Familiy Edition“ sind die Aufgabenkarten kindgerecht gewählt, während die Erwachsenen-Edition „Nicht 100 % jugendfrei!“ über weitaus anzüglichere und derbere Aufgabenkarten verfügt.  2017 erschien das Spiel beim gleichen Verlag auch in einer Version in französischer Sprache.
2016 wurde das Spiel in die Empfehlungsliste der Jury zum Spiel des Jahres aufgenommen, das Spiel wird von der Jury wie folgt beschrieben:

„Jeder Spieler bekommt Runde für Runde einen Löffel aus der Buchstabensuppe mit Vokalen und Konsonanten serviert – und dazu eine Aufgabe. In der Familienausgabe bleibt sie harmlos: ‚Name für die Zahnfee‘ oder ‚Fluss in Alaska‘. Handfester wird es in der Erwachsenenversion: ‚Lässt den Papst erröten‘ oder ‚Name eines Erotikstars‘. Alle legen mit ihren Buchstaben einen Begriff, zeigen ihn vor und dann wird geraten, wer wohl welche Aufgabenkarte besaß. Ist ‚Zadrata‘ nun ein chinesisches Fahrrad oder ‚Prost‘ in Bulgarien? Über sechs spaßige Runden werden haufenweise neue, witzige Wörter erfunden, die man so schnell nicht wieder vergisst.“

In der Spieledatenbank BoardGameGeek wird Krazy Wordz mit einer Wertung von durchschnittlich 7,5 (von 10) bewertet.